# Insécurité culturelle
Dans les sciences sociales françaises, l’insécurité culturelle est un concept décrivant le sentiment d'insécurité que peut éprouver un groupe social autochtone confronté dans son espace culturel historique à une présence ou à une influence extérieure. Ce groupe social autochtone peut alors se sentir menacé dans la pérennité de sa culture, de ses valeurs, de ses normes et de son mode de vie. 
Il faut noter que si ce concept français décrit le sentiment d'insécurité qui est alors éprouvé, il le distingue de la concrétisation de la menace et n'a pas vocation à analyser le bien-fondé de celle-ci. Le concept a été formulé en particulier par le spécialiste de science politique Laurent Bouvet (qui le considère davantage comme une notion que comme un concept) à partir des travaux du sociologue Alain Mergier et du géographe Christophe Guilluy. Il est popularisé à partir de 2012, lorsque, à la suite d'élections majeures en France, les chercheurs analysent les mutations de l'électorat du Front national et souhaitent lui trouver une explication.  

## Définition
Jean-Yves Camus rapproche le concept de celui du multiculturalisme et le définit comme « l'inquiétude des milieux populaires face à la mondialisation ». Pour Nicolas Lebourg, chercheur spécialisé dans l'extrême-droite, l'insécurité culturelle « relève d'une question socio-économique qui a une implication culturelle ».  
Les promoteurs du concept ajoutent l'insécurité culturelle aux deux autres formes que sont l'insécurité physique — la peur d'être agressé — et l'insécurité sociale — la peur de perdre son emploi —. Une ou plusieurs de ces trois peurs peut conduire certaines populations à fuir leur zone géographique de résidence, perçue comme source d'insécurité, pour s'installer, plus loin, dans une zone considérée comme plus sereine.

## Histoire
Le géographe Christophe Guilluy emploie le terme « Insécurité culturelle » au début des années 2000 « pour décrire le ressenti des catégories populaires confrontées à l’intensification des flux migratoires dans le contexte nouveau de l’émergence d’une société multiculturelle ». Il est alors consultant pour des bailleurs sociaux, et il analyse un quartier « où les populations immigrées étaient devenues majoritaires dans les années 1990, quartier qui ne posait aucun problème d’insécurité et [où] ne concentraient pas non plus de trop grandes difficultés sociales, [et où] le bailleur recevait pourtant des demandes de mutations essentiellement de la part des plus âgés [...] ». Christophe Guilluy utilise donc ce terme pour définir une nouvelle raison, la troisième, qui incite des personnes à déménager. Les deux premières raisons étant désignées par l'insécurité physique et l'insécurité sociale. 
Jérôme Fourquet et Alain Mergier préfèrent utiliser le terme d'« insécurisation ». Cette « insécurisation », selon eux, ne se réduit pas à l'insécurité physique. Elle « concerne aussi le sentiment d'être dépossédé de sa culture et de ses valeurs face à la présence imposante des populations immigrées dans des zones d'habitation à forte concentration populaire. »
Laurent Bouvet, professeur de science politique à l'université de Versailles - Saint-Quentin-en-Yvelines et enseignant à Sciences Po Paris, publie deux tribunes dans Le Monde et Marianne à propos de ce terme. Il expose ainsi sa réflexion sur l'insécurité culturelle en indiquant, dans Le Monde, qu'il « est né[] entre les deux tours de l'élection présidentielle de 2012, et plus précisément de l'écart constaté entre le résultat de Marine Le Pen et celui de Jean-Luc Mélenchon : 17,9 % des suffrages exprimés (soit 6 421 426 voix), contre 11,1 % (soit 3 984 822 voix), dans un contexte de forte participation (près de 80 % des inscrits) ». Dans Marianne, il poursuit son analyse en indiquant que « C'est la différence faite par Marine Le Pen sur ce terrain qui permet le mieux d'expliquer pourquoi elle a devancé Jean-Luc Mélenchon de près de sept points le 22 avril 2012, et pourquoi le FN a largement débordé le Front de gauche depuis, auprès de l'électorat populaire notamment. Au premier tour de la présidentielle, les électeurs qui ont voté Le Pen l'ont d'abord fait en fonction de la thématique de l'immigration (66 %), avant celle du pouvoir d'achat (41 %), de la sécurité des biens et des personnes (37 %) et de l'emploi (26 %) ; en décalage avec les préoccupations de l'ensemble des électeurs, pour lesquels le pouvoir d'achat (45 %) et l'emploi (38 %) arrivent largement devant l'immigration (20 %) et la sécurité (17 %). »
Relevant notamment les échanges du comité directeur du PS du 30 juin 1984 qui suivent la percée du FN aux élections européennes de 1984, l'historien Gilles Vergnon estime que « somme toute, bien avant « l'ordre juste » défendu par Ségolène Royal en 2008, les débats de 1983-1984 font déjà sourdre ce que le politologue Laurent Bouvet dénommera beaucoup plus tard « l'insécurité culturelle : une inquiétude pouvant se muer en peur devant ce que l'on vit, perçoit et ressent chez soi des bouleversements de l'ordre du monde. » Si celle-ci est déjà, sans être dénommée ni théorisée, partiellement reconnue, spécialement par des élus « de terrain », ce n'est pas le fait de tous les responsables socialistes », notamment de Lionel Jospin.

## Concepts liés: Village, Hinterland, Boboland, périurbain choisi, périurbain subi
Pour se protéger, les individus ont tendance à se regrouper dans des zones où ils n'ont pas cette représentation de l'insécurité, c'est-à-dire s'installer là où ils sont dans un entre-soi majoritaire appelé « leur village ». Si « leur village » est considéré comme menacé par une population allogène, risquant de devenir majoritaire, alors ils font le choix de fuir vers l’arrière-pays, appelé également « hinterland culturel ». 

### Les troishinterlands
Cet hinterland peut être le quartier voisin, c'est-à-dire le centre de la métropole ou les quartiers aisés, un « périurbain choisi ». L'une des conséquences de ces nouvelles arrivées est l'accroissement du prix de l'immobilier et par ricochet le départ des classes populaires, dont les populations d'origines immigrées. Christophe Guilluy désigne ce phénomène par le terme de « Boboland », qui est proche du phénomène de gentrification. Le géographe l'appelle « le multiculturalisme à 5 000 euros par mois ».
Cet hinterland peut, par ailleurs, être aussi un arrière-pays plus éloigné ou « périurbain subi », selon l'expression du géographe Laurent Chalard. Le désir d'éloignement de ces zones considérées comme dangereuses combiné à un niveau de vie modeste oblige certaines populations à faire le choix d'aller s'installer plus loin des centres et notamment des zones d'emplois. Cet éloignement induirait une « insécurité sociale ». En effet, le phénomène peut entrainer la perte de l'emploi de façon définitive puisque le coût des transports et la distance peut mener à une situation économique non viable. Enfin, selon l'auteur, le smic apparait parfois moins rentable que les allocations sociales de solidarité. Ainsi 20 km aller-retour ampute parfois de 25 % le pouvoir d'achat. Christophe Guilluy l'appelle : « Le multiculturalisme à 1 000 euros par mois ».
À l’extrême, l'hinterland peut être un autre pays. L'auteur cite ainsi le cas des populations juives de France, qui si elles ne font pas le choix de se regrouper dans des quartiers de l'est parisien, comme le 19e arrondissement, préfèrent quitter la France pour un autre pays, voire s'installer en Israël, réalisant ainsi une forme d'alya. Selon les observateurs, ce phénomène a plus-que doublé entre 2013 et 2014, pour atteindre 1 % de la communauté juive française.

## Universalité du concept

### En France le sentiment d'insécurité culturelle n'est pas le propre desFrançais de souche
Dans le chapitre « Le village » du livre La France périphérique. Comment on a sacrifié les classes populaires (2014), Christophe Guilluy souhaite déconstruire l'opinion que ce concept est propre à une partie des Français définis comme racistes par ceux qu'ils appellent les « bobos ».
Il présente d'abord des sondages montrant que le fait que considérer qu'il y a trop d'étrangers « dans son village » est universel. Un sondage Ipsos de juin 2011 à l'échelle mondiale qui pose la question « pensez-vous qu'il y a trop d'immigrés » montre qu'il n'y a pas de spécificité française ni même européenne : réponse oui : 77 % des Russes, 72 % des Belges, 71 % des Britanniques, 67 % des Italiens, 67 % des Espagnols, 61 % des Argentins, 60 % des Américains, 59 % des Indiens, 57 % des Français, 30 % des Japonais. Il note que le système « anglo-saxon communautariste » ne permet pas plus de diminuer le sentiment d’insécurité culturelle que le système « républicain français »
Un sondage TNS sofres de 2014 en Île-de-France montre que les populations musulmanes ont une perception identique. 50 % « pensent qu'il y a trop d'étrangers » contre 45 % pour l'ensemble de la population francilienne. 52 % des musulmans pensent « qu'on ne se sent plus chez soi comme avant » contre 41 % pour l'ensemble de la population francilienne. 
L’enquête « Fracture Française » d'avril 2014 par le CNCDH confirme une tendance mesurée depuis des années. 75 % des Français considèrent qu'il y a trop d'immigrés, ce qui démontre que cela dépasse largement les 20 % d'électeurs du Front national.
Toute arrivée récente d'une population importante de culture différente peut générer un sentiment d'insécurité culturelle chez les anciens habitants. Contrairement à ce que certains pensent, notamment à l’extrême droite, Laurent Bouvet note que « des populations a priori très différentes » sont touchées. Ce n'est pas uniquement le cas lors de l'arrivée de populations musulmanes en milieu originellement chrétien. On peut citer, trois contre-exemples :
1. Le départ d'une partie de la communauté juive d’Algérie de Sarcelles, arrivée dans cette ville en 1962, à la suite de l'arrivée d'une « nouvelle religion » : une communauté chrétienne : des chaldéo-assyriens chassés d'Irak[16],[17],[18][réf. incomplète].
2. Le départ d'une importante communauté musulmane du quartier de Belleville à Paris à la suite de l'arrivée massive de populations chinoises : « On ne reconnaît plus notre quartier de Paris qu'on aimait ! Dans les restaurants, on ne trouve plus de couscous, plus de merguez, il n'y a plus que des nems ! »[19] ;
3. Les populations musulmanes des quartiers nord du 7e secteur de Marseille ont violemment tenté de repousser les nouveaux arrivants Roms en 2013. Ils ont ensuite massivement voté à droite et à l’extrême-droite en 2014[20].

Jacques Attali généralise à toutes les cultures ce concept. Il l'analyse par la peur de l'avant-dernier arrivé vis-à-vis du dernier arrivé, le premier commençant à réussir son intégration et craignant que ce nouvel afflux, le dé-intègre à nouveau. Jacques Attali utilise la métaphore de celui qui souhaite fermer la porte juste après être le dernier entré[réf. incomplète]. Plus le rapport minorités / majorité se réduit, plus les problèmes augmentent indépendamment de la religion. « Si l'on remplaçait demain les 6 millions de musulmans par 6 millions de sikhs, les controverses sur le port du Kirpan (poignard mais aussi symbole religieux sikh) ou la construction de temples sikh se multiplieraient ».

### Toutes les cultures ressentent ou inspirent de l'insécurité culturelle
Christophe Guilluy souhaite déconstruire l'opinion que certaines cultures ne ressentiraient pas cette insécurité parce qu'eux-mêmes seraient émetteurs de flux d'immigration. Il a notamment étudié le cas de trois populations émettrices de flux d'immigration. Ces populations se plaignent souvent lorsqu'elles arrivent dans un « autre village » de la réaction d'insécurité culturelle des  autochtones qu'elles assimilent à du racisme. Elles concluent « Nous, nous ne sommes pas racistes, nous n'aurions pas réagi comme cela ». En réalité, quand ces mêmes populations sont confrontées à l'arrivée de populations allogènes dans leur propre village, elles réagissent de la même façon. Christophe Guilluy étudie le cas de trois flux émetteurs : le Maroc, l'Algérie et Israël.

## L'insécurité culturelle dans les faits

### Théorie
Dans la vie quotidienne, l'insécurité culturelle se déroule en deux étapes. Premièrement les autochtones sont obligés sous la pression des valeurs des nouveaux arrivants de changer leurs habitudes ancestrales, d'abandonner des comportements des coutumes . Deuxièmement, quand l'abandon de ses coutumes devient trop pénible, ils déménagent dans l'hinterland.

## Critiques
Pour le sociologue Michel Wieviorka, l'insécurité culturelle indique : 

« que [son] être est menacé par d’autres. Derrière tout cela, il y a beaucoup de peur, d’ignorance, de mauvaise foi, d’idéologie, de généralisation excessive. On parle de ces enjeux culturels en France d’une façon stupéfiante. D'autres pays qui connaissant des phénomènes comparables aux nôtres ont une capacité plus grande à y faire face. Ainsi, ce n’est pas parce que quelques centaines de femmes portent la burqa que le pays entier est menacé. En fait, on assiste en politique soit à de l’excès, soit à du silence. C’est peut-être pour cela que les gens comme moi dérangent un peu. L’excès est repérable à droite et à l’extrême-droite : pour elles, la nation est menacée, l’identité française court de graves dangers, les immigrés mettent en péril notre être culturel. À gauche, il y a plutôt du silence, du défaut dans le  traitement de ces enjeux : lors du débat entre les deux tours de l’élection présidentielle entre François Hollande et Nicolas Sarkozy, j’ai été stupéfait de la faiblesse de ce que le candidat socialiste disait sur ce registre. Il y a une explication politique : ces thèmes divisent la gauche, et ce n’était pas le moment d’accentuer les divisions. Cette incertitude culturelle, faut-il l’imputer à l’islam, au multiculturalisme, à l’immigration ? »

L'anthropologue Régis Meyran et le sociologue Valéry Rasplus tiennent pour leur part que l'insécurité culturelle n'est ni réelle, ni même supposée et que le concept a été créé pour déplacer le débat économique sur le terrain culturel,. Pour Régis Meyran « c'est le principe de l'insécurité culturelle : on pose une explication de nature culturelle sur des angoisses réelles qui sont souvent de nature économique. Les inquiétudes sont réelles, mais le ressenti n'est pas forcément fixé sur quelque chose de précis et tient de l'irrationnel. Ces paniques mobilisent toujours les mêmes imaginaires : une meute d'hommes musulmans hypersexués, notamment. On va montrer des cafés sans femmes à Sevran, sauf qu'au fin fond de la Creuse il n'y a pas beaucoup de femmes dans les cafés non plus. On sollicite comme facteur explicatif des représentations de ce type dans un pays qui va mal socialement. Cela s'appuie sur les nouvelles formes de nationalisme. ». 
Pour le sociologue Philippe Corcuff, « La notion d’“insécurité culturelle” fige une culture pure qui serait menacée par une autre culture pure. Cela a des relents xénophobes ».
Pour Mourad Haddak, professeur d’histoire-géographie au collège Voltaire de Sarcelles, le développement de cette notion risque d’exacerber le face à face entre deux populations françaises les «petits blancs» et les autres. « Évitons le « piège des identités », de ce face à face entre le « nous » et le « eux ». À tirer sur les fils identitaires, qu’on ne s’étonne pas d’assister un jour à la naissance d’un golem qui nous échapperait. Comme l’a si bien écrit l’écrivain Amin Maalouf, dans Les identités meurtrières (Grasset, 1998), « l’identité n’est pas donnée une fois pour toutes. Elle se construit et se transforme tout au long de l’existence ». »

## Pour aller plus loin